# 15126 Brittanyanderson
15126 Brittanyanderson è un asteroide della fascia principale. Scoperto nel 2000, presenta un'orbita caratterizzata da un semiasse maggiore pari a 2,2715534 UA e da un'eccentricità di 0,1734496, inclinata di 4,18692° rispetto all'eclittica.